# 中国民主党
中國民主黨是中华人民共和国民主运动中第一個公開宣佈成立政黨的組織，成立于1998年6月25日，在中華人民共和國民政部申请注册未获批准，因而不属中国大陆内的合法政党。

## 历史沿革

### 组党活动
1998年6月，美國總統比爾·克林頓訪華，一眾民運人士便開始筹建中國民主黨。最先組成的是浙江省筹委会，於6月25日由王有才、王东海、林辉出面在浙江省民政厅公开申请注册，其後北京、上海、山東、湖北、遼寧、四川等地先后成立筹委会。
1998年11月6日，徐文立連同北京其他四位異議人士查建國、高洪明、劉世遵和張暉等人，宣佈成立中國民主黨全國代表大會籌備組，由徐文立擔任總召集人，準備在21世紀初召開中國民主黨全國代表大會。此事由于事先没有经过与其它地区充分协商，遭到反弹。
1998年11月9日，徐文立对外宣布中国民主党京津地区党部成立，徐文立担任主席，查建国、高洪明、吕洪来担任副主席，使组党运动进入实质阶段。
随后，吕洪来放弃原承諾，第一个公开对实质性组党提出质疑，并为此于1998年11月18日向国内组党人士发出“不主张在现阶段进行实质性的全国组党活动，不主张以反对党取代政治反对派，不主张以政党运动取代民主运动”的公开信。
美國總統比爾·克林頓到訪时，表面上中国政府在這個時候未公开对組黨者展开行动，個別地方政府最初詢問過申请詳細資料。

### 遭到镇压
克林頓離開中國後，政府便對民主黨作出打壓，包括逮捕組黨人士。时任中共中央总书记江泽民对此表示：
近来有一个动向，就是国内外的敌对分子相互勾结，策划所谓“合法组党”，或者打着什么别的旗号搞组党的政治图谋，实际上是想在中国搞出一个与共产党分庭抗礼的反对党，最终推翻共产党的领导和社会主义制度。对他们的这种政治野心，我们要保持高度警惕，一有风吹草动，必须立即制止在萌芽状态，必须坚决彻底地粉碎他们的这种企图，切不可心慈手软。
随后，有数以百计的中国民主党成员被拘留、逮捕和判刑，如下表所示：
| 姓名   | 党内职务/庭审地点                                    | 宣判时间            | 刑期，剥夺政治权利 | 备注                                                                                      |
| ------ | ---------------------------------------------------- | ------------------- | ------------------ | ----------------------------------------------------------------------------------------- |
| 徐文立 | 中国民主党京津党部主席                               | 1998年12月21日      | 13年，3年          | 2002年12月24日流亡到美国。                                                                |
| 查建国 | 中国民主党京津党部副主席                             | 1998年8月2日        | 9年，2年           | 2008年6月28日刑满释放。                                                                   |
| 高洪明 | 中国民主党京津党部副主席                             |                     | 8年                |                                                                                           |
| 何德普 | 中国民主党京津党部、中国民主党监察委员会             | 2003年11月6日       | 8年，2年           | 2011年1月24日刑满释放。                                                                   |
| 王有才 | 中国民主党浙江委员会                                 | 1998年12月21日      | 11年，3年          | 2004年3月4日流亡到美国。                                                                  |
| 朱虞夫 | 中国民主党浙江筹委会常务工作组秘书长，全国筹委会筹委 | 1999年6月19日被拘留 | 7年，3年           | 2006年9月15日出狱。                                                                       |
| 毛庆祥 | 杭州市，全国筹委会筹委                               | 1999年11月9日       | 8年，3年           | 2007年9月14日刑满释放。                                                                   |
| 吴义龙 | 杭州市                                               | 1999年12月18日      | 11年，3年          | 2010年9月14日刑满释放。                                                                   |
| 秦永敏 | 中国民主党湖北省党部                                 | 1998年12月22日      | 12年，3年          | 2010年11月刑满释放。                                                                      |
| 刘贤斌 | 四川省遂宁市中级法院                                 | 1999年8月6日        | 13年，3年          | 2008年11月6日出狱。                                                                       |
| 刘贤斌 | 四川省遂宁市中级法院                                 | 2011年3月25日       | 10年               | 颠覆国家政权罪                                                                            |
| 陈树庆 | 中国民主党浙江筹委会                                 | 2007年8月16日       | 4年，1年           | 煽动颠覆国家政权罪                                                                        |
| 吕耿松 | 杭州市中级法院                                       | 2008年2月5日        | 4年，1年           | 煽动颠覆国家政权罪                                                                        |
| 王荣清 | 杭州市中级法院                                       | 2009年1月7日        | 6年                | 煽动颠覆国家政权罪                                                                        |
| 谢长发 | 湖南                                                 | 2009年9月1日        | 13年               |                                                                                           |
| 薛明凯 | 深圳市中级人民法院                                   | 2010年2月10日       | 1年6个月           | 颠覆国家政权罪。山东省曲阜市人，2009年4月12日加入中国民主党。2010年11月7日刑满释放。      |
| 薛明凯 | 山东高级法院                                         | 2012年2月17日       | 2年6个月，2年      | 煽动颠覆国家政权罪。初审有期徒刑4年，剥夺政治权利3年，上诉后改判。2013年9月15日刑满释放。 |

其他还有祝正明（被判10年）、刘世遵（被判5年）、徐光（被判5年）、佘万宝（被判12年）、王培剑、程凡、胡明君（被判11年）、王森（被判10年）、李大伟（被判15年）、许万平（被判12年）、杨天水（被判12年）、谢长发、陈树庆、吕耿松、薛明凯等等是中国民主党最重要的成员。

### 海外流亡时期

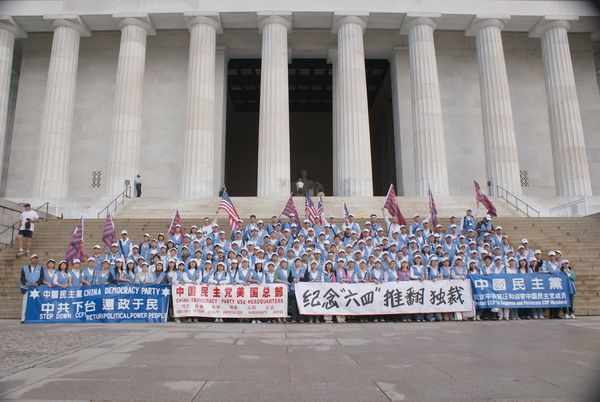
中国民主党

2004年12月3日，中国民主党海外流亡总部成立。

2005年9月1日，中国民主党美东地区总部在纽约成立。

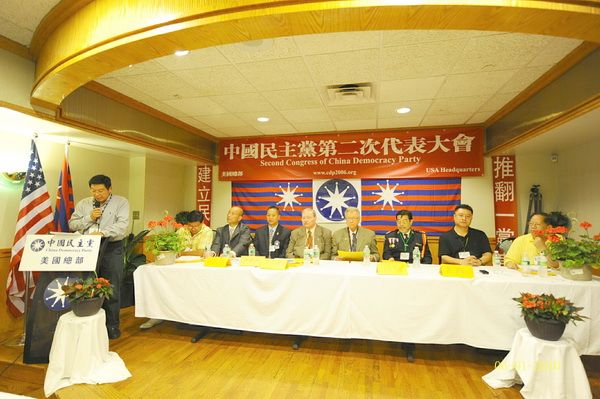
中国民主党第二次代表大会

2006年6月5日，中国民主党协调服务平台成立。6月22日，设立未来中国网站。

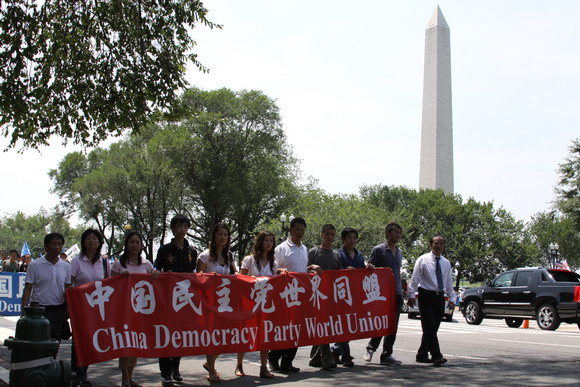
中国民主党

2006年8月13日, 中国民主党第一次代表大会在美国纽约法拉盛喜来登饭店召开，来自中国各省市自治区的111名代表出席了会议，会议通过了中国民主党的章程及党纲和若干重要的决议。会议还按党章规定以无记名投票方式选举产生党的中央领导机构。会议同时决定在中国民主党美东地区总部基础上重新组建并定名为中国民主党美国总部。8月14日，中国民主党美国总部在美国纽约正式注册。
2007年6月4日，中国民主党海外流亡总部改名中国民主党联合总部（海外）并公告成立。之后，正式更名为中国民主党全国联合总部，分别于2011年、2015年召开海外第二、三次代表大会。
2009年7月15日，中国民主党海外后援会正式成立，陈立群任会长。
2009年10月10日，流亡中国民主党人委员会成立，余志坚任会长。
2009年10月17日下午，中国民主党全国筹备委员会（海外）第一次预备会议经过一个月广泛的沟通和交流，在纽约的辽宁饭店召开
2010年4月，王有才、王军涛等人宣布“中国民主党等团体从此组建为新的中国民主党”，中国民主党再度组建。
2010年6月1日上午11点，中国民主党美国总部在纽约法拉盛地区召开“中国民主党第二次代表大会”。
2011年2月19日晚十点，中国民主党全国委员会在王军涛主席的组织下在纽约時報廣場同步声援中国网友发起的茉莉花革命。
2011年4月，中国民主党网络阵线（CDP.ORG）在加拿大成立。
2013年8月15日，中国民主党青年委员会正式成立，总部位于美国纽约。
2021年11月24日，中国民主党英国总部正式成立。
2022年8月1日，中国民主党组织在中國駐洛杉磯總領事館前爆发抗议活动，抗议者呼喊“政治民主化，军队国家化”、“释放维权律师”、“自由西藏”、“自由香港”等多种多样的口号，也有人在活动中举起了写有“支持佩洛西访问台湾”字样的标语。

## 理念与纲领
中国民主党是一个声称推动中国政治体制改革和实现民主化的政党，其组织者之间的理念有所不同，在该党被取缔后理念分裂更甚。在1998年的组党运动中，吕洪来放弃了原先的承诺，公开质疑实质性组党的可行性，并主张在现阶段不宜进行全国性的组党活动。
中国民主党主张通过非暴力手段推动政治体制改革，致力于实现政治民主化和法律的公平正义。该党坚决反对政治迫害，并呼吁释放因表达异见而被关押的党员。此外，中国民主党还提倡军队国家化，反对军队干预政治。

## 分裂组织
中国民主党被中華人民共和國政府取缔之后，组建者大多流亡海外，有的淡出政治，有的继续从事民主运动，但由于个人理念不一，各个团体都以中国民主党的名义组建“总部”、“中央”等。
目前，以中国民主党为名称的“总部”、“中央”大约有八个，这些“总部”、“中央”、“委员会”实际上互不隶属、甚至互相不能协调运作。到2016年可以确认存在的中国民主党“中央领导组织”如下：
1. 中国民主党美国总部（CDP2006.ORG）
2. 中国民主党世界同盟（王军）
3. 中国民主党网络阵线（CDP.ORG）
4. 中国民主党总部（謝万軍）
5. 中国民主党全国联合总部（徐文立） （中国民主党海外流亡总部的后继组织）
6. 中国民主党海外委员会（王有才）
7. 中国民主党全国委员会（王军涛）（2010年4月中国民主党全国委员会宣布再度组建中国民主党）
8. 中国民主党联合总部（海外）（在法国巴黎）
9. 中国民主党英国总部
10. 中国民主党国际联盟（界立建）

### 引用
1. ↑  《江泽民文选》，人民出版社2006，第二卷，572页。
2. 1 2  . 光明日报. （原始内容存档于2023-08-28）.
3. ↑  专访查建国：服刑九年出狱谈心境 看中国
4. ↑  . BBC. 2010年11月29日  [2010-11-30].
5. ↑  . 自由亚洲电台. 2007-08-16  [2010-03-04]. （原始内容存档于2011-08-14）.
6. ↑  . 美国之音. 2008-02-05  [2010-03-04]. （原始内容存档于2011-07-28）.
7. ↑  . 美国之音. 2009-01-09  [2010-03-04]. （原始内容存档于2011-07-28）.
8. ↑  . 自由亚洲电台. 2010-02-10  [2010-03-04]. （原始内容存档于2020-11-21）.
9. ↑  . 美国之音. 2010-02-10  [2010-03-04]. （原始内容存档于2010-02-15）.
10. ↑  .   [2009-07-17]. （原始内容存档于2010-04-19）.
11. ↑  .   [2009-07-17]. （原始内容存档于2011-07-15）.
12. ↑  .   [2009-10-23]. （原始内容存档于2019-05-12）.
13. ↑  .   [2009-10-23]. （原始内容存档于2016-08-23）.
14. ↑  纽约同步声援中国“茉莉花革命”集会 （页面存档备份，存于）法国国际广播电台 2011年2月21日
15. ↑  .   [2023-02-07]. （原始内容存档于2022-12-13）.
16. 1 2  . rfa. 2022-07-31  [2022-08-01]. （原始内容存档于2022-08-02）.
17. ↑  王宁. . 博讯. 2010-04-09  [2010-05-29]. （原始内容存档于2016-08-19）.